# D.J. Fontana
Dominic Joseph Fontana, kendt som D.J. Fontana eller blot D.J., (født 15. marts 1931 i Shreveport, Louisiana, USA - død 13. juni 2018) var en amerikansk trommeslager. Han er bedst kendt som Elvis Presleys trommeslager igennem 14 år. Han medvirkede på over 460 RCA-indspilninger med Elvis.
Fontana var ansat som "husmusiker" hos The Louisiana Hayride på deres lørdagsudsendelser. Den 16. oktober 1954 var han hyret til at være trommeslager for Elvis Presley, hvilket blev startskuddet til det lange samarbejde, der blev ved helt til Elvis Presley's berømte 1968-Comeback Show. Efter dette ville Presley genoptage sit turneliv og ønskede, at D.J. Fontana skulle være en del af dette. Men Fontana var engageret andetsteds og måtte takke nej til tilbuddet.
Efter deres første møde i oktober '54 tilsluttede Fontana sig Elvis' gruppe, der bestod af Scotty Moore (singleguitar), Bill Black (bas) og Elvis Presley (rytmeguitar + vokal). Gruppens navn var "The Blue Moon Boys" og blev den bærende del af Elvis Presleys hits op gennem 1950'erne, ofte ledsaget af Floyd Cramer (piano) og vokalopbakning fra The Jordanaires. Også efter gruppens formelle opløsning hørtes de samme musikere på velkendte numre i hobetal, fx "Heartbreak Hotel", "Hound Dog", "Don't Be Cruel" og mange, mange andre.

## Hæder
Den 4. april 2009 blev D.J. Fontana optaget i Rock and Roll Hall of Fame.

## Links
- D.J. Fontanas hjemmeside